# Dusona constantineanui
Dusona constantineanui är en stekelart som beskrevs av Hinz 1977. Dusona constantineanui ingår i släktet Dusona och familjen brokparasitsteklar. Inga underarter finns listade i Catalogue of Life.